# Cele Abba
Cele Abba, (Milán, 25 de mayo de 1906-1 de enero de 1992), nombre artístico de Celestina Abba, fue una actriz italiana.
Su carrera se vio eclipsada por la de su hermana mayor Marta Abba, que alcanzó mucha más popularidad que ella. 
Segunda hija del empresario Pompeo Abba y de Giuseppina Trabucchi, debutó en los escenarios al lado de su hermana en la temporada 1927-1928, en la Compagnia Pirandelliana, dirigida por el célebre escritor y comediógrafo Luigi Pirandello.
En la temporada 1929-1930 se enrola en la compañía teatral Za-Bum dirigida por Mario Mattoli y al año siguiente recita junto a Renzo Ricci, Irma Gramatica y Luigi Carini. 
Durante los años siguientes hasta 1941 actuó al lado de numerosos actores reconocidos de la época como Ruggero Ruggeri, con quien interpretó Sueño de una noche de verano (Shakespeare) en 1933 en los Jardines de Boboli en Florencia, entre otros muchos. 
Su carrera cinematográfica fue de escaso relieve, llegando a interpretar en cuatro cintas en papeles secundarios. En uno de ellos, Il caso Haller, al lado de su hermana Marta. También realizó numerosas retransmisiones radiofónicas.
Vivió durante muchos años en la ciudad de San Remo, hasta 1960, cuando volvió a establecerse definitivamente en su ciudad natal, Milán.

## Filmografía
- Il caso Haller, dirigida por Alessandro Blasetti (1933).
- Passaporto rosso, dirigida por Guido Brignone (1935).
- Le vie del cuore, dirigida por Camillo Mastrocinque (1942).
- La carne e l'anima, dirigida por Vladimiro Strichewsky (1945).

- Datos: Q250806
- Multimedia: Cele Abba / Q250806